# 1953年の国鉄スワローズ
1953年の国鉄スワローズ（1953ねんのこくてつスワローズ）では、1953年の国鉄スワローズの動向をまとめる。
この年の国鉄スワローズは、西垣徳雄監督の4年目のシーズンである。

## 概要
前年新人王の佐藤孝夫や町田行彦などが開幕スタメンに入るなど、ノンプロ上がりの選手から若手中心へのチーム移行が図られたが、4月は首位の巨人から9ゲームも離された。5月以降の巻き返しが期待されたが前述の巨人をはじめ阪神や名古屋といった既存球団の壁を破れず、チームは5月に9連敗含む3勝20敗で最下位に転落すると、2度と浮上できなかった。最終的に3連覇の巨人に42ゲーム差、2位の阪神と3位の名古屋に20ゲーム以上も離される惨敗で球団初の最下位となり、西垣監督は責任を取り辞任した。チーム防御率3位の投手陣は金田正一が23勝と好調で最多奪三振をマークしたが、2番手エース井上佳明はあわや2ケタ勝利の活躍を見せるも9勝26敗の借金17と、チームの借金のほとんどを占めた。開幕投手の宮地惟友は防御率3点台後半ながらも3勝13敗で大きく負け越し、先発3番手の箱田弘志も3点台ながら3勝9敗と、打線の援護に恵まれなかった。打撃陣も佐藤の22本塁打が最高で、チーム打率と本塁打はリーグ最下位、失策も161個でリーグ5位に終わった。対戦成績は5位の大洋松竹に15勝11敗と勝ち越したものの、巨人には6勝15敗、阪神には9勝17敗、名古屋には7勝19敗と大きく負け越し巨人3連覇の引き立て役となった。

## チーム成績

### レギュラーシーズン
| 1 | 遊 | 佐藤孝夫 |
| 2 | 中 | 土屋伍郎 |
| 3 | 左 | 安居玉一 |
| 4 | 三 | 杉浦清   |
| 5 | 一 | 辻井弘   |
| 6 | 二 | 千原雅生 |
| 7 | 捕 | 佐竹一雄 |
| 8 | 右 | 町田行彦 |
| 9 | 投 | 宮地惟友 |

| 順位 | 4月終了時 | 4月終了時 | 5月終了時 | 5月終了時 | 6月終了時 | 6月終了時 | 7月終了時 | 7月終了時 | 8月終了時 | 8月終了時 | 最終成績 | 最終成績 |
| ---- | --------- | --------- | --------- | --------- | --------- | --------- | --------- | --------- | --------- | --------- | -------- | -------- |
| 1位  | 巨人      | --        | 巨人      | --        | 巨人      | --        | 巨人      | --        | 巨人      | --        | 巨人     | --       |
| 2位  | 名古屋    | 2.5       | 名古屋    | 3.0       | 名古屋    | 3.5       | 名古屋    | 5.5       | 名古屋    | 7.5       | 大阪     | 16.0     |
| 3位  | 洋松      | 4.5       | 大阪      | 6.0       | 大阪      | 5.5       | 大阪      | 8.0       | 大阪      | 9.5       | 名古屋   | 18.5     |
| 4位  | 大阪      | 5.0       | 洋松      | 11.0      | 広島      | 13.5      | 広島      | 16.5      | 広島      | 18.0      | 広島     | 36.0     |
| 5位  | 国鉄      | 9.0       | 広島      | 12.5      | 洋松      | 16.0      | 洋松      | 17.5      | 洋松      | 23.5      | 洋松     | 37.5     |
| 6位  | 広島      | 9.0       | 国鉄      | 21.5      | 国鉄      | 24.5      | 国鉄      | 30.5      | 国鉄      | 31.5      | 国鉄     | 42.0     |

| 順位 | 球団             | 勝 | 敗 | 分 | 勝率 | 差   |
| 1位  | 読売ジャイアンツ | 87 | 37 | 1  | .702 | 優勝 |
| 2位  | 大阪タイガース   | 74 | 56 | 0  | .569 | 16.0 |
| 3位  | 名古屋ドラゴンズ | 70 | 57 | 3  | .551 | 18.5 |
| 4位  | 広島カープ       | 53 | 75 | 2  | .414 | 36.0 |
| 5位  | 大洋松竹ロビンス | 52 | 77 | 1  | .403 | 37.5 |
| 6位  | 国鉄スワローズ   | 45 | 79 | 1  | .363 | 42.0 |

## オールスターゲーム1953
| ファン投票 | 選出なし |
| 監督推薦   | 金田正一 |

## 表彰選手
| リーグ・リーダー | リーグ・リーダー | リーグ・リーダー | リーグ・リーダー |
| 選手名           | タイトル         | 成績             | 回数             |
| ---------------- | ---------------- | ---------------- | ---------------- |
| 金田正一         | 最多奪三振       | 229個            | 3年連続3度目     |

| ベストナイン |
| ------------ |
| 選出なし     |